# Грейнджер (округ, Теннессі)
Шаблон:StateAbbr_ 36°17′ пн. ш. 83°31′ зх. д. / 36.28° пн. ш. 83.51° зх. д.
Округ Грейнджер (англ. Grainger County) — округ (графство) у штаті Теннессі, США. Ідентифікатор округу 47057.

## Історія
Округ утворений 1796 року.

## Демографія
За даними перепису 2000 року загальне населення округу становило 20659 осіб, усе сільське. Серед мешканців округу чоловіків було 10279, а жінок — 10380. В окрузі було 8270 домогосподарств, 6158 родин, які мешкали в 9732 будинках. Середній розмір родини становив 2,89.
Віковий розподіл населення поданий у таблиці:
| Стать    | До 15 років | 15-21 | 22-29 | 30-39 | 40-49 | 50-65 | 65-85 | Понад 85 |
| -------- | ----------- | ----- | ----- | ----- | ----- | ----- | ----- | -------- |
| Чоловіки | 2066        | 881   | 1106  | 1627  | 1539  | 1929  | 1041  | 90       |
| Жінки    | 1871        | 890   | 1063  | 1598  | 1578  | 1925  | 1281  | 174      |

## Суміжні округи
- Генкок — північний схід
- Гокінс — північний схід
- Гемблен — схід
- Джефферсон — південь
- Нокс — південний захід
- Юніон — захід
- Клейборн — північний захід

## Виноски
1. ↑  U.S. Decennial Census. United States Census Bureau. Архів оригіналу за 26 квітня 2015. Процитовано 5 квітня 2015.
2. ↑  Historical Census Browser. University of Virginia Library. Архів оригіналу за 11 серпня 2012. Процитовано 5 квітня 2015.
3. ↑  Forstall, Richard L., ред. (27 березня 1995). Population of Counties by Decennial Census: 1900 to 1990. United States Census Bureau. Архів оригіналу за 21 лютого 2015. Процитовано 5 квітня 2015.
4. ↑  Census 2000 PHC-T-4. Ranking Tables for Counties: 1990 and 2000 (PDF). United States Census Bureau. 2 квітня 2001. Архів оригіналу (PDF) за 18 грудня 2014. Процитовано 5 квітня 2015.
5. ↑  State & County QuickFacts. United States Census Bureau. Архів оригіналу за 7 червня 2011. Процитовано 30 листопада 2013.(англ.) Наведено за англійською вікіпедією.
6. ↑  American FactFinder. Бюро перепису населення США. Архів оригіналу за 26 лютого 2012. Процитовано 31 січня 2008.

| США | Це незавершена стаття з географії США. Ви можете допомогти проєкту, виправивши або дописавши її. |